# 앙토니 마르시알
앙토니 마르시알(프랑스어: Anthony Martial, 프랑스어 발음: [maʁ.sjal]; 1995년 12월 5일 ~ )은 프랑스의 축구 선수이다.

## 경력

### 올랭피크 리옹
2012년 올랭피크 리옹에 입단하여 3경기 출전하였다.

### AS 모나코 FC
2013년 AS 모나코로 이적하여 2015년까지 43경기 출전하여 11골을 기록하였다.

### 맨체스터 유나이티드 FC

#### 2015-16 시즌
2015년 9월 13일 영국 맨체스터 올드 트래퍼드에서 열린 2015~2016 프리미어리그 5라운드 리버풀과의 홈경기에서 후반 19분 후안 마타와 교체 투입되어 EPL 데뷔전을 치뤘고, 후반 41분에 1골을 기록하며 3-1로 승리하였다. 그리고, 10월 16일에는 2015년 9월 프리미어리그 이 달의 선수로 선정됐다. 2015년 12월 21일 안토니 마르시알은 유럽 골든 보이 (상)을 수상하였다. 2016년 4월 4일(한국시각)에 열린 에버턴과의 홈 경기에서 후반 9분에 결승골을 기록하여 1-0 승리, 1992년 출범한 프리미어리그 최초로 홈 경기 1000호 골을 기록한 주인공이 되었다.

#### 2016-17 시즌
16-17 시즌이 시작된 이후, 무리뉴 체제에서 기회를 받지 못했으나, 2016년 12월 1일(한국시각 새벽)에 있었던 EFL 컵 8강 경기에서 2골을 기록하여 팀의 4-1 대승과 4강 진출을 성공시켰다.
그 동안 올 시즌에는 즐라탄 이브라히모비치, 제시 린가드, 헨리크 미키타리안, 마타 등에게 밀려 11경기(7경기 선발)에 출전해 1골 3도움에 그치고 있어 입지가 흔들렸고, 웨스트 햄 유나이티드와 세비야 FC로 이적설이 나돌기도 하였다. 하지만, 마르시알은 2017년 1월 1일(한국시각 자정)에 열린 미들즈브러와의 리그 홈 경기에서 무리뉴 감독으로부터 선발로 기용되었고, 왼쪽 날개로 그라운드를 밟은 마르시알은 팀이 0-1로 뒤지고 있던 후반 39분 즐라탄의 헤딩 패스를 오른발 슈팅으로 마무리하며 천금같은 동점골을 기록했다. 덤으로 맨유는 불과 1~2분 뒤에 포그바의 역전골까지 합하여 미들즈브러에게 2-1 대역전승을 거두었다.
경기 후, 마르시알은 축구 통계 전문 사이트인 후스코어드닷컴으로부터 평점 9.3점을 받았다. 그 후, 마르시알은 2017년 2월 12일 자정(한국시간) 영국 맨체스터에 위치한 올드 트래퍼드에서 열린 2016-17 잉글리시 프리미어리그(EPL) 25라운드 왓포드와 홈 경기에서 1골 1도움을 기록하는 맹활약 속에 2-0 승리와 16경기 무패행진을 기여함과 동시에, 팀을 EPL 역사상 처음으로 누적 승점 2000점을 달성하는 새로운 역사를 써내려갔다. 덤으로, 통계 전문 사이트 '후스코어드닷컴'으로부터 최고 높은 평점인 8.52를 부여받았다.
마르시알은 2017년 4월 24일 새벽(한국시간) 영국 번리 터프 무어에서 끝난 2016-2017 잉글랜드 프리미어리그(EPL) 34라운드 원정경기 번리전에 선발 출장, 전반 21분 선제골을 터뜨려 팀의 2-0 승리를 이끌었다. 그리고, 지난 2015년 여름 AS 모나코에서 마샬을 데려올 때 특별 조항을 삽입했다. 25번째 득점을 기록할 경우 모나코에 850만 파운드(약 123억 원)를 지불하기로 했기 때문이다. 바로 이날 골이 맨유 유니폼을 입고 터뜨린 마샬의 25호골이었다.

#### 2017-18 시즌
2017년 9월 28일 새벽(한국시간)에 열린 러시아 모스크바 VEB 아레나에서 열린 2017-18 유럽챔피언스리그 A조 2차전에서 CSKA 모스크바를 상대로 1골 3도움을 기록하여 팀의 4-1 대승을 이끌어냈다.
그 후, 2017년 10월 5일(한국시간)에 맨체스터 유나이티드 9월의 선수로 선정되었으며, 2017년 11월 3일(한국시간)에도 맨체스터 유나이티드 10월의 선수로 선정되어 최고의 한 달을 보냈다.

#### 2018-19 시즌
주제 무리뉴 체제에서 주전 경쟁에 밀리고, 불화설까지 나돌았지만, 2018년 10월 7일(한국시간)에 있었던 뉴캐슬과의 리그 경기에서 득점포를 가동하였고, 2018년 10월 20일(한국시간)에 있었던 첼시와의 원정 경기에서 2골을 기록하였고, 10월 29일(한국시간 새벽)에 있었던 에버튼과의 리그 경기에서 PK 유도와 추가골을 기록하였다. 그러면서 첼시 전과 에버튼 전에서 두 경기 연속 MOM으로 선정되었다. 그렇게 10월 한 달간 리그에서만 4골을 넣는 활약을 인정받아 맨유 이 달의 선수로 선정되었다.
프리미어리그 11R 본머스 전에서는 알렉시스 산체스와 함께 선발명단에 포함되었다. 그리고 마르시알은 이날 경기에서 또 득점포를 가동했다. 리그 4경기 연속 득점이자 이번시즌 리그 5호 골. 후반전 추가시간 래시포드의 극장골로 팀도 2-1 극적인 승리를 거뒀다. 리그가 11R까지 진행된 현재, 8경기에 나와 고작 슈팅이 11회임에 불구하고 유효슈팅이 8회에 그중에서도 득점이 무려 5골이다.
리그 12R 맨체스터 시티 전에서 PK로 득점을 기록했으나, 팀은 3-1로 패배했다.
지난 시즌 리그 9골(시즌 11골)을 기록했던 마르시알은 12R 종료 기준으로 현재 리그 10경기 출전, 6골 득점에 성공했다. 시즌으로 보면 7득점이다. 마르시알은 이런 경기력 향상에 대해 무리뉴 감독 등 코칭스태프들 덕분에 올라온 것 같다며 인터뷰를 통해 밝혔다. 이러다보니 맨체스터 이브닝 뉴스가 주최한 팬투표 중 지켜야하는 선수 1위에 올랐다. 그만큼 팀에 있어서 현재 가장 중요한 공격수라는 것이다.
리그 15R 아스날 전에서 선발출전하여 전반 30분에 1-0으로 끌려가던 상황에서 동점골을 넣으면서 2-2 무승부에 기여했다. 다만 후반 63분 경에 갑작스런 부상으로 인해 로멜루 루카쿠와 교체되었다. 부상 정도가 깊어보이지는 않지만, 16R 풀럼 전에는 결장할 것으로 보인다. 최근 폼이 올라온 마르시알이었기에 맨유와 마르시알 본인 입장에서 더욱 아쉬운 상황이다.
리그 18R 카디프전에 전반전에 2-0으로 앞서던 상황에서 환상적인 연계플레이로 팀의 3번째 골이자 마르시알 본인의 리그 8호골을 성공시켰고, 경기내내 가벼운 몸상태로 좋은 활약을 펼쳤다. 올레 군나르 솔샤르 부임 후 첫 번째 경기에서 키패스 5회, 드리블 성공 2회 등도 기록하는 등 팀의 5-1 승리를 이끄는 동시에 활약을 인정받아 공식 MOM으로 선정되었다.
리그 20R 본머스 전에 선발출장해 팀의 3번째 골인 래시포드의 골을 돕는 오른발 아웃프런트 택배 크로스를 보여주며 공격 포인트를 기록했다. 경기 후 후스코어드닷컴으로부터 7.32점을 받았고, 팀은 4-1 승리를 거두었다.
FA컵 32강 아스날 전에서는 교체 투입되었다. 2-1로 앞선 상황에서 교체 투입되자마자 두 차례 연달아 나온 드리블 실패에 이은 볼 간수 실패로 불안한 모습을 보이긴 했지만, 이내 안정적인 플레이를 하기 시작했고, 결국 후반전 막판을 향해 가는 시점에 역습상황에서 포그바의 슈팅이 키퍼의 선방에 맞고 나온 것을 논스톱으로 차 넣으면서 3-1 승리에 쐐기를 박았다. 후반 교체 출전임에도 불구하고 스카이스포츠로부터 7점을 받았다.
그 후, 마르시알은 2019년 1월 31일(한국시간) 맨유와 2024년까지 5년 재계약을 맺었다.
26R 풀럼 전에서는 선발출전하여 포그바의 선제골을 어시스트했고, 얼마 지나지 않아 하프라인에서부터 홀로 공을 몰고 빠른 스피드와 간결한 드리블을 활용하여 상대 수비진을 따돌리면서 득점을 올렸다. 총 1골 1도움을 기록하며 포그바에 이어 두번째로 높은 평점을 받았다. 어느새 리그 9골을 기록 중이다.
챔피언스리그 16강 1차전 PSG 전에서 전체적으로 몸이 무거운 듯한 모습을 보였는데, 드리블도 계속 실패하며 턴오버를 했다. 여기에 전반전 막판에는 부상을 당해 후반 시작과 동시에 아웃되었다. 팀은 2-0 패배를 거두면서 8강 진출이 매우 어려워졌다. 2-3주간의 이탈이 예상되고 있는데, 이 경우 마르시알은 리그 첼시 전, 리그 리버풀 전, PSG와의 챔피언스리그 2차전 경기까지 나설 수 없게 된다.
리그 32R 왓포드 전에 선발출전하여 래시포드의 선제골로 1-0으로 앞서던 72분 경에 측면에서 연결된 볼을 슈팅으로 가져갔는데, 키퍼에 막혀 볼이 튀어나와 문전 혼전 상황에서 다시 재빨리 볼을 밀어넣으면서 2-0을 만들었다. 이 골은 마르시알의 리그 10호 골로, 래시포드와 함께 같은 날에 리그 두 자릿수 득점에 성공했다.
리그 36R 첼시 전에서는 교체 명단에 이름을 올렸지만 출전하지 못했다. 이보다도 더욱 충격적인 일이 있었으니... 이날 경기가 펼쳐지기 전의 워밍업 때 혼자 뒷짐을 지고 가만히 서 있기만 하고, 발 하나를 공 위에 올려놓고 팀원들을 구경하고 있었던 것. 이에 솔샤르 감독이 분노했고, 경기에서 래시포드가 어깨부상을 입어 아웃될 때 마르시알이 아닌 산체스가 투입된 것이었다. 이러한 마르시알의 불성실한 태도는 이번이 처음이 아니라고 하며, 이러한 태도를 봤을 때 마르시알 본인에게 있어 19-20 시즌은 맨유에서의 생존을 위한 마지막 기회가 될 가능성이 컸다.
2023-24 시즌 후, 맨유와 결별하였다.

### 프랑스 국가 대표
2015년 8월 26일, 포르투갈, 세르비아와의 친선전을 위해 프랑스 축구 국가대표팀에 처음 발탁되었다. UEFA 유로 2016에서는 디디에 데샹 감독이 이끄는 프랑스 국가대표로 최종 발탁되었다

## 수상 경력

### 클럽 우승
맨체스터 유나이티드
- FA 컵 : 2015/16, 2023/24
- FA 커뮤니티 실드 : 2016
- EFL컵 : 2016/17, 2022/23
- UEFA 유로파 리그 : 2016/17

프랑스
- UEFA 유로 준우승 : 2016
- UEFA 네이션스리그 : 2020/21

### 개인
- 골든보이 상 : 2015
- 프리미어리그 이 달의 선수 : 2015년 9월
- 맨체스터 유나이티드 올해의 선수 : 2019/20
- 맨체스터 유나이티드 올해의 골 : 2015/16
- UEFA U-19 유로 대회 베스트 : 2013